# Красногрудый тукан
Красногрудый тукан (лат. Ramphastos dicolorus) — вид птиц из семейства тукановых, который обитает в южной и восточной Бразилии, восточном Парагвае и в дальней северо-восточной Аргентине. Главным образом встречается в Атлантическом лесу. Этот вид тукана достаточно распространен, поэтому не подвергается угрозе исчезновения.
Это один из наименьших видов семейства туканов, весит он около 350 г и у него самый короткий клюв, примерно 10 см. Красногрудый тукан получил своё название от большого участка красных перьев, расположенных в районе живота. Его грудь оранжевая, с желтыми вкраплениями по краям. Клюв бледно-зеленовато-бежевого цвета.
Красногрудые туканы практически не содержатся в домашних условиях из-за потребности в большой клетке, сложной фруктовой диете и чувствительности к различного рода болезням (например, гемосидероз).

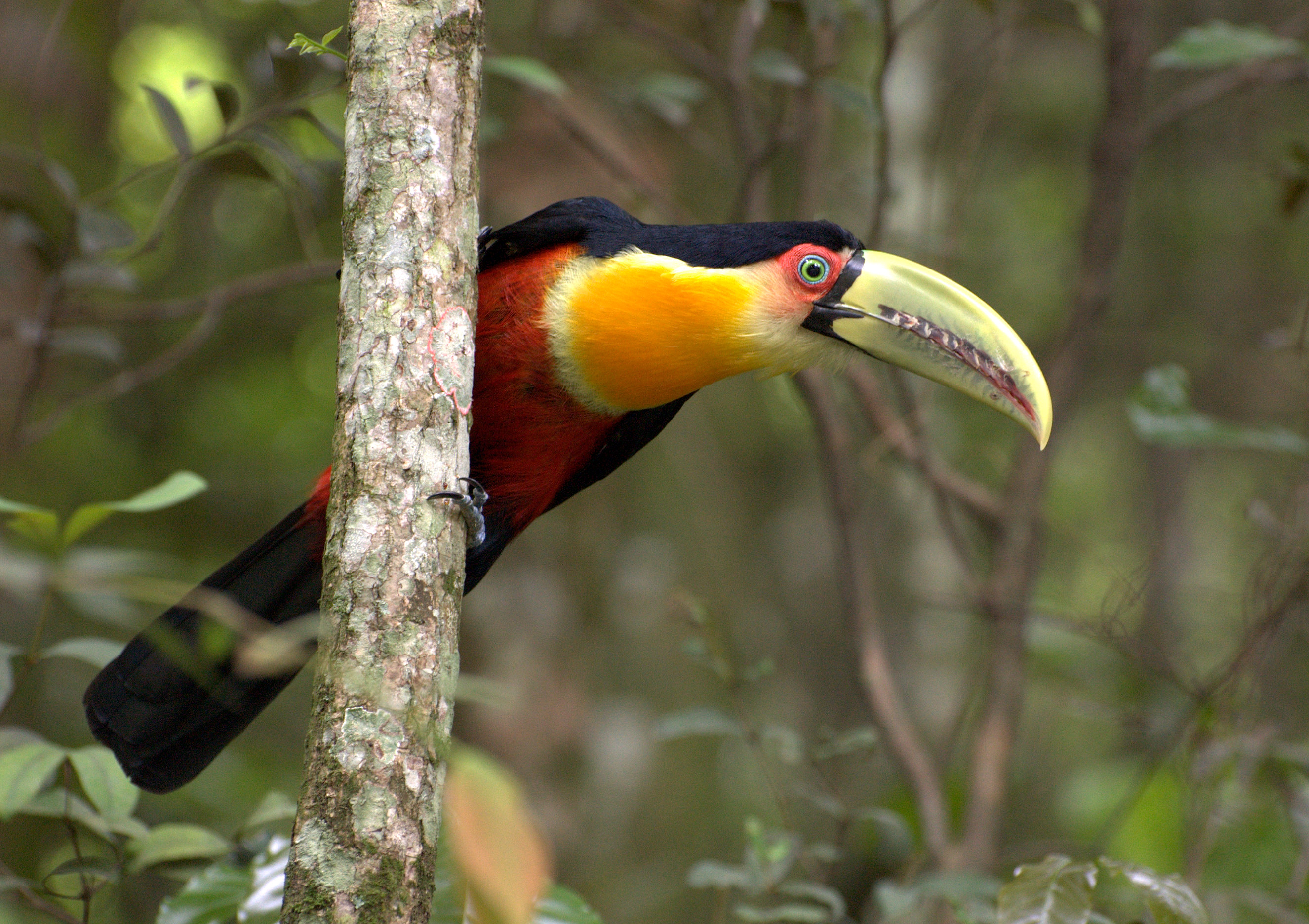
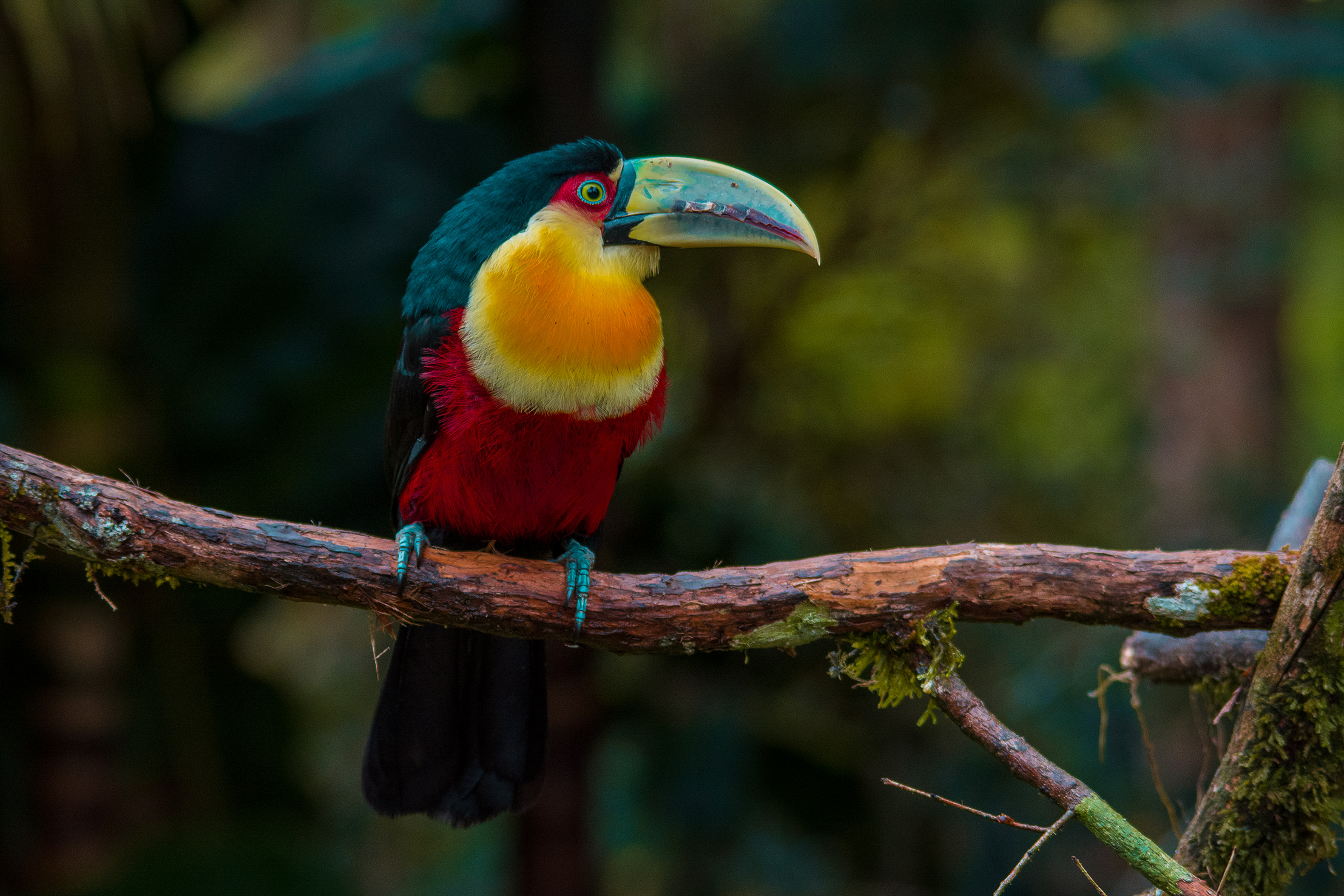
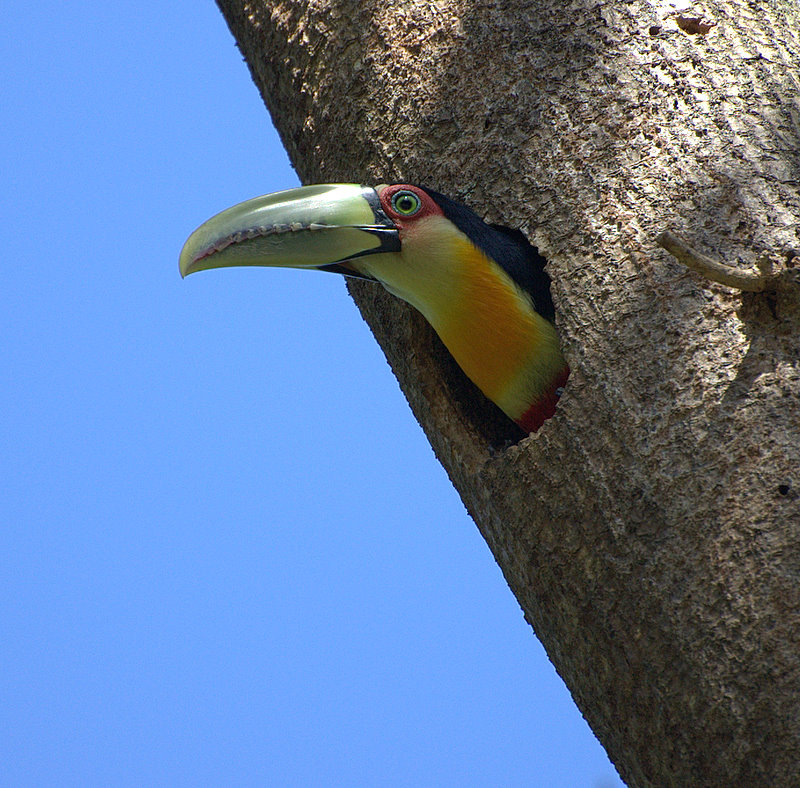
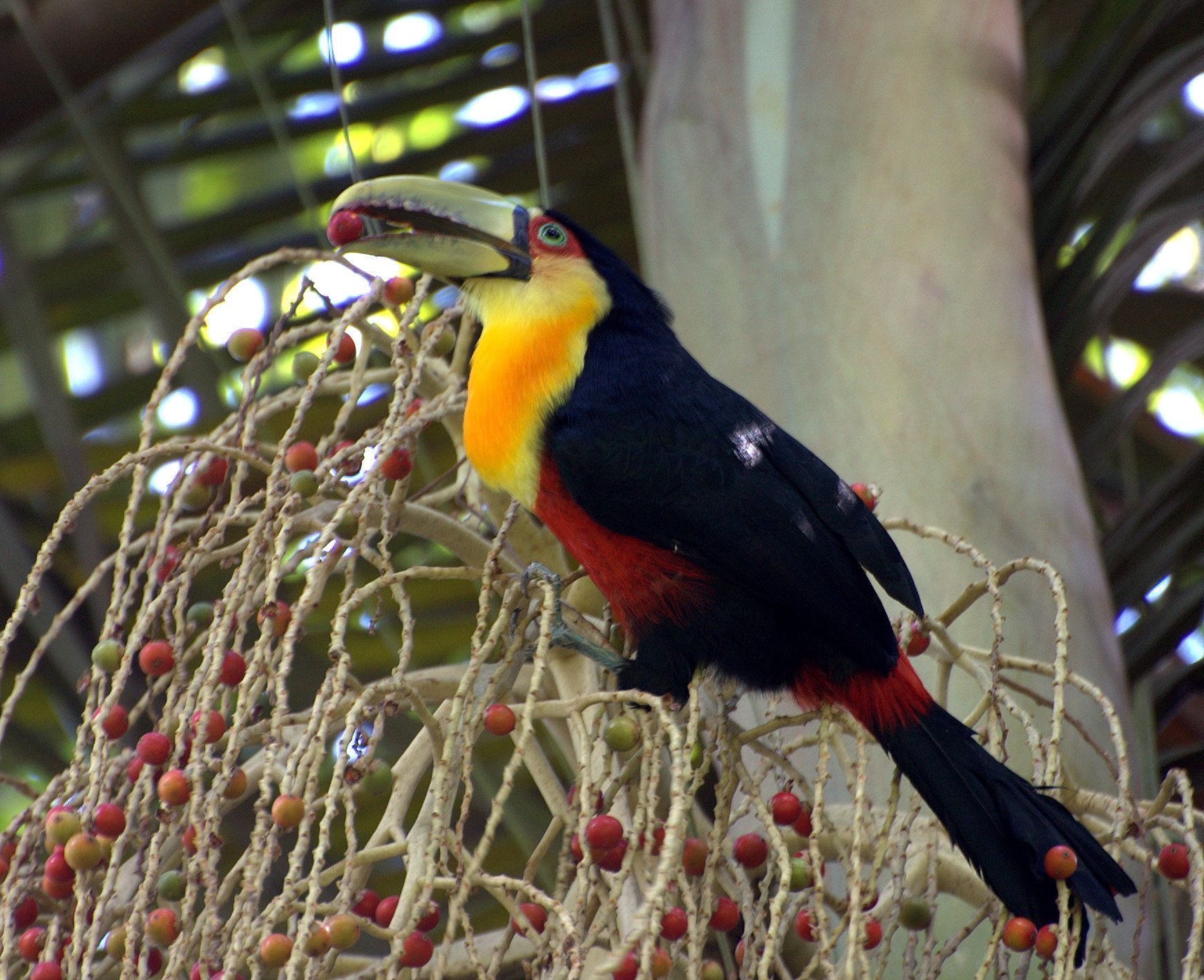